# Жанажольський сільський округ (Шал-акина район)
Жанажо́льський сільський округ (каз. Жаңажол ауылдық округі, рос. Жанажольский сельский округ) — адміністративна одиниця у складі району Шал-акина Північноказахстанської області Казахстану. Адміністративний центр — село Жанажол.
Населення — 730 осіб (2021; 930 у 2009, 1372 у 1999, 1633 у 1989).
Станом на 1989 рік існувала Жанажольська сільська рада (села Жанажол, Жанаталап, Кенес).

## Склад
До складу округу входять такі населені пункти:
| Населений пункт | Старі назви | Населення, осіб (1989) | Населення, осіб (1999) | Населення, осіб (2009) | Населення, осіб (2021) |
| --------------- | ----------- | ---------------------- | ---------------------- | ---------------------- | ---------------------- |
| Жанажол, село   | Байгель     | 1014                   | 736                    | 493                    | 384                    |
| Жанаталап, село | Алатай      | 252                    | 256                    | 152                    | 98                     |
| Кенес, село     | -           | 367                    | 380                    | 285                    | 248                    |